# Yomtov Yacoël
Yomtov Yacoël (en grec Γιομτώβ Γιακοέλ, né à Tríkala en 1899 et mort en déportation à Auschwitz-Birkenau en septembre 1944) est un avocat grec d'origine juive. À partir des années 1920, il joue un rôle important dans les instances de la communauté juive de Salonique, devenant son conseiller-légiste. Il est un relais important de la communauté juive auprès de l'État grec. Pendant la Seconde Guerre mondiale, il est membre de plusieurs commissions juives qui tentent sans grand succès de faire valoir les intérêts de la communauté juive auprès de l'occupant allemand. Il prend la fuite en mars 1943, au moment où les déportations commencent à Thessalonique, et se réfugie sous une fausse identité à Athènes. Il est finalement arrêté et envoyé en déportation à Auschwitz-Birkenau où il est versé dans un Sonderkommando avant d'être exécuté. Son journal, rédigé de 1941 à 1943, est une source importante sur l'histoire des Juifs grecs sous l'Occupation.

## Biographie

### Conseiller légiste de la communauté juive de Salonique
Yomtov Yacoël  nait en 1899 dans une famille juive de Tríkala, en Thessalie, le grec est sa langue maternelle, ce qui n'est pas le cas de la majorité des Juifs de Grèce qui ont pour langue première le judéo-espagnol. Il effectue ses études avec son ami Asher Moisis, né la même année. Ensemble, ils fondent en 1916 l'association Eretz Sion (terre de Sion) et un an plus tard le mensuel sioniste en langue grecque Israël. Quelque temps plus tard, les deux amis partent pour Athènes faire des études de droit, échappent au service militaire en profitant d'une clause favorable dans la loi.
Il ouvre en 1923 un cabinet d'avocats à Salonique avec Asher Moisis,. Le cabinet connait un succès important en raison des compétences linguistiques des deux avocats et de leur connaissance du système judiciaire grec. En effet, Thessalonique ne fait partie de la Grèce que depuis 1913 et peu de Juifs de la ville maîtrisent la langue nationale.
Il devient conseiller-légiste de la communauté juive de Salonique. Son aisance en grec l'amène à devenir drogman de la communauté et son représentant officiel auprès de l'État grec. Il est l'un des fondateurs de la loge du B'nai B'rith de Salonique qui encourage les Juifs à adopter une culture grecque et il épouse la cause sioniste. Il est membre de la Commission pour la défense du cimetière juif crée en 1929 pour assurer la sauvegarde du cimetière juif de Salonique menacé par les projets de rénovation urbaine.

### Seconde Guerre mondiale
Le 9 avril 1941, l'armée allemande occupe Thessalonique, Yacoël est, avec d'autres dirigeants communautaires, arrêté le 18 avril, ils seront libérés quelques semaines plus tard lorsque les Allemands décident de supprimer les principales instances du conseil communal juif et de nommer à sa tête un dirigeant fantoche, Saby Saltiel.
Devant l'incompétence de Saltiel et de son équipe, Yacoël devient rapidement un dirigeant de facto de la communauté juive. Il crée avec d'autres personnalités un Comité central de coordination des œuvres caritatives afin de lutter contre la disette. Il est le principal interlocuteur de l'Occupant s'agissant des travailleurs forcés juifs envoyés, à partir de juillet 1942, effectuer des travaux de terrassement dans l'arrière-pays. Yomtov Yacoël est autorisé à inspecter les chantiers et rend compte des conditions d'existence catastrophiques des prisonniers. Il négocie leur libération en échange d'une forte rançon, et se rend un mois à Athènes pour récolter des fonds. Les pourparlers aboutissent finalement mais aboutit en contrepartie à la destruction du cimetière juif de Salonique en décembre 1942.
Un texte de la plume de Yomtov Yacoël et daté du 14 mars 1943, un jour après l'annonce des déportations, a été retrouvé dans les archives d'un avocat de Thessalonique. Yacoël y propose aux autorités allemandes un plan alternatif à la déportation. Il finit par fuir Thessalonique en avril 1943 et s'installe à Athènes. Il s'y cache sous la fausse identité grecque de Aristotelis Georgiadis et entreprend, d'avril à décembre 43, de rédiger un journal. Il est trahi par le collaborateur juif Ino Recanati, et arrêté par la Gestapo le 22 décembre 1943. Il est emprisonné et torturé puis envoyé au camp de concentration de Chaïdári à proximité d'Athènes. Sa femme et ses enfants sont à leur tour arrêtés le 25 mars 1944 et ils sont ensemble déportés à Auschwitz dans un convoi du 2 avril 1944. Là, il intègre un Sonderkommando. Il y est chargé pendant plusieurs mois d'extraire les dents en or des cadavres des déportés gazés. Il continue d'écrire un journal, intitulé « En enfer ». Selon le témoignage d'un survivant, Yacoël a placé le contenu de son journal dans trois bouteilles enfouies dans le sol du camp. Il est finalement exécuté en septembre 1944,.

## Journal
Le journal de Yomtov Yacoël rédigé, en grec, de 1941 à 1943 traite de la vie quotidienne des Juifs grecs sous l'Occupation. Il décrit l'effet des différentes mesures antisémites tel le port de l'étoile jaune, à partir du 25 février 1943. Les relations entre Grecs chrétiens et Juifs sont aussi abordées, Yacoël décrit l'antisémitisme de certains notables mais rapporte aussi l'attitude globalement amicale de la population grecque. La dernière entrée du journal date du 7 mars 1943. Il est récupéré par son ami d'enfance Asher Moisis après la déportation de Yacoël. Le journal a été une source importante de In memoriam : Hommage aux victimes juives des Nazis en Grèce livre rédigé par Michaël Molho et Joseph Nehama en 1947 pour documenter la Shoah en en Grèce. Le journal est ensuite publié progressivement, de 1950 à 1952 dans la revue Evraike Estia de la communauté juive d'Athènes. Il est cité par Moisis lors du procès de l'administrateur allemande de Thessalonique Max Merten en 1959. Il est traduit en hébreu 1961 pour les besoins du procès Eichmann, où Moisis témoigne à nouveau et publié la même année en Israël. il est publié en grec en 1993.